# Sojourner
Il Sojourner (indicato nella fase di sviluppo come Microrover Flight Experiment) è stato il primo rover a essere impiegato, dal luglio 1997, nell'esplorazione di Marte. È stato sviluppato dalla NASA nell'ambito della missione Mars Pathfinder e fu così chiamato in onore alla famosa abolizionista americana Sojourner Truth.
Uno degli scopi principali della sua missione fu quello di testare le tecnologie che sarebbero state impiegate nelle successive missioni dei rover Spirit e Opportunity, in particolare il sistema di locomozione, il sistema di controllo semiautomatico ed il sistema di generazione di potenza elettrica (che fu oggetto di specifici esperimenti). Il costo complessivo del rover (dallo sviluppo alle operazioni su Marte, comprese produzione e qualifica) fu di 25 milioni di dollari.
Durante i suoi 83 sol di esercizio (pari a circa 3 mesi terrestri), inviò alle stazioni di ascolto sulla Terra 550 fotografie e analizzò le proprietà chimiche di sedici siti in prossimità del lander, fornendo prove a supporto dell'ipotesi che su Marte, tra 1,8 e 3,5 miliardi di anni fa, fosse presente acqua liquida.

## Missione

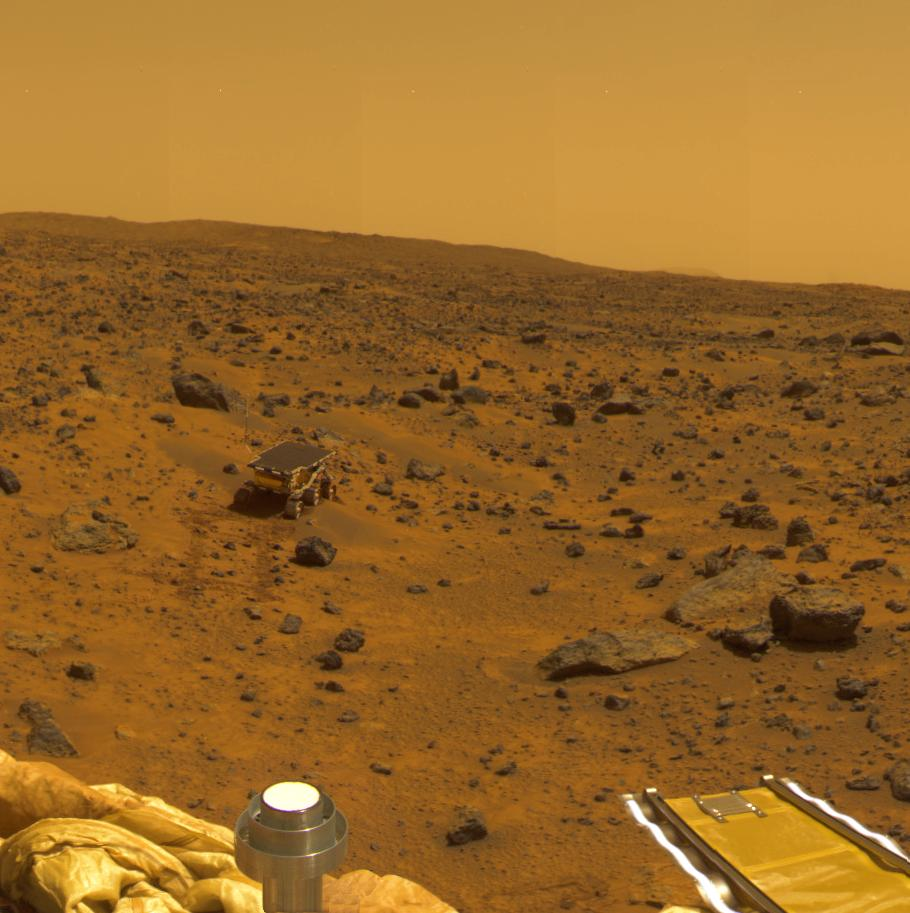
Il rover sulla superficie di Marte fotografato dal lander.

Il Sojourner era un veicolo sperimentale, la cui missione principale fu di testare in ambiente marziano alcune soluzioni tecniche sviluppate dagli ingegneri dei laboratori di ricerca della NASA. Da un lato, era necessario verificare se la strategia di progettazione seguita avesse permesso la costruzione di un veicolo adatto all'ambiente che avrebbe incontrato, nonostante le limitate conoscenze relative allo stesso; dall'altro, l'attenta analisi delle prestazioni che si sarebbero avute su Marte avrebbe consentito di sviluppare delle soluzioni alle eventuali criticità individuate o introdurre in generale dei miglioramenti in vista di successive missioni di esplorazione del pianeta.
Aspetti particolarmente innovativi erano rappresentati dal sistema di navigazione semiautomatico e dal sistema di locomozione. Inoltre, non si conoscevano con certezza gli effetti che la polvere presente su Marte avrebbe avuto sui pannelli fotovoltaici che alimentavano il lander ed il rover.
Tali esigenze, d'altra parte, permisero inoltre di esplorare il sito di atterraggio che fu selezionato con cura, ottimizzando le richieste tecniche con quelle scientifiche. Era necessaria un'ampia pianura affinché la sonda potesse atterrare ed un terreno ricco di sassi per verificare al meglio i sistemi del rover. La scelta cadde sulla Ares Vallis, nella Chryse Planitia, caratterizzata da formazioni rocciose di aspetto alluvionale. Gli studiosi ritennero che l'analisi delle rocce e dei sassi, presenti in quello che appariva come lo sbocco di un enorme canale di scolo, avrebbe potuto confermare la passata presenza di acqua liquida sulla superficie di Marte, oltre che fornire dettagli sulle zone circostanti, da cui quei sassi erano stati erosi.

## Caratteristiche tecniche

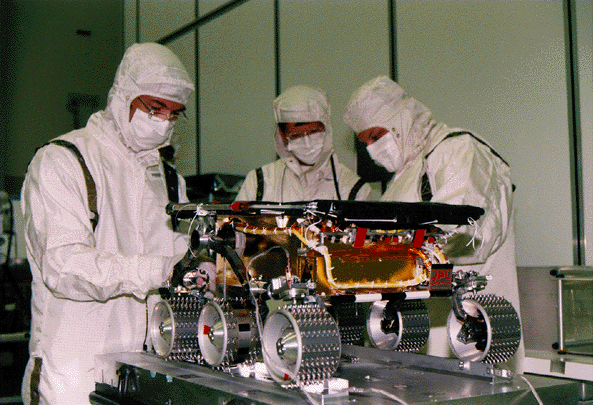
Il Sojourner nella fase di produzione. (NASA, JPL)

Sviluppato dal Jet Propulsion Laboratory (JPL) della NASA, il Sojourner era un veicolo a 6 ruote lungo 65 cm, largo 48 cm ed alto 30 cm. Nella fase di crociera occupava uno spazio di 18 cm di altezza. Pesava complessivamente 10,6 kg. Altri 5 kg di equipaggiamento erano necessari per mantenere le comunicazioni tra il rover ed il lander, ma erano montati su quest'ultimo.
Poteva raggiungere una distanza di 500 m dal lander ed una velocità massima di 1 cm/s.
Il dorso del rover (0,25 m² di superficie) era rivestito da pannelli fotovoltaici, in grado di erogare 16 watt di potenza di picco (previsto al mezzogiorno marziano). Era stato inoltre dotato di batterie al litio non ricaricabili, in grado di fornire una potenza di 300 Wh, prevalentemente per le esigenze notturne. Nel 1997 non erano disponibili batterie ricaricabili con l'affidabilità richiesta per una missione spaziale nei limiti di peso e costo imposti dal programma Discovery della NASA.

### Sistema di locomozione

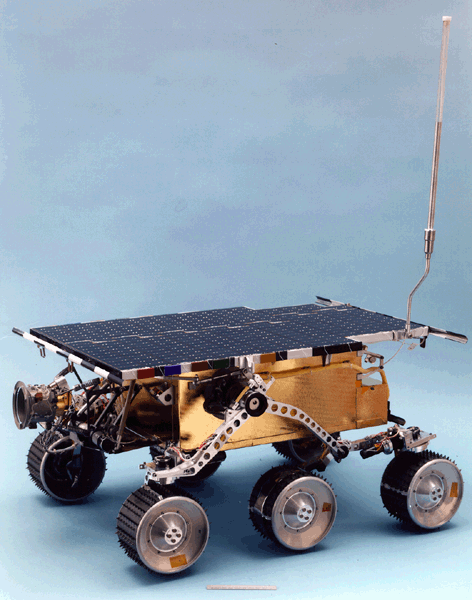
Vista laterale.

Le ruote, realizzate in alluminio, erano di 13 cm di diametro e 7,9 cm di larghezza. Erano dotate di cingoli dentellati in acciaio inossidabile in grado di generare in condizioni ottimali, su suolo tenero, una pressione di soli 1,65 chilopascal. Durante la fase operativa, tuttavia, non si è verificata una tale necessità. Tutte le ruote erano motrici, ognuna azionata da un motore indipendente. Le prime e terze ruote erano sterzanti. Una configurazione con sei ruote sterzanti era stata considerata, ma secondariamente valutata troppo onerosa in termini di peso. Nel ruotare su sé stesso, tracciava un cerchio di 74 cm di diametro.
Le ruote erano collegate al telaio attraverso sospensioni appositamente sviluppate per assicurare che tutte e sei fossero in contatto col suolo anche su terreni accidentati. Denominate "Rocker-Bogie", furono sviluppate da Don Bickler del JPL per i veicoli sperimentali "Rocky", di cui il Sojourner rappresenta l'ottava versione. Si componevano di due elementi: il primo, denominato "Bogie", collegava la ruota anteriore con quella centrale; il secondo, "Rocker", collegava la ruota posteriore con le altre due. Il sistema non prevedeva l'uso di molle o di altri elementi elastici, che avrebbero potuto aumentare l'entità della pressione esercitata dalle singole ruote. Questo sistema permise il superamento di ostacoli alti anche 8 cm, ma avrebbe teoricamente consentito di superarne di pari a circa il 30 % della lunghezza del rover (20 cm). Al sistema di sospensioni fu inoltre assegnata la capacità di collassare su sé stesso, di modo che, nella configurazione di crociera, il rover occupasse un'altezza di soli 18 cm.
Il sistema di locomozione risultò adatto all'ambiente incontrato su Marte - molto stabile ed in grado di consentire movimenti in avanti e indietro con analoga facilità - ed è stato adottato con opportuni accorgimenti nelle successive missioni dei rover Spirit ed Opportunity.

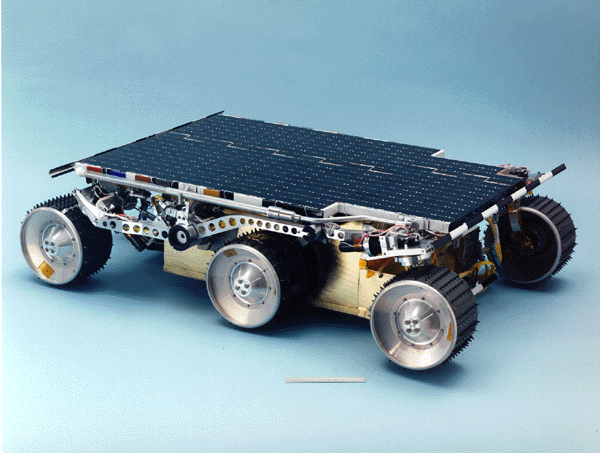
Il Sojourner nella configurazione di crociera.

Nella decennale fase di sviluppo che condusse alla realizzazione del Sojourner furono vagliate varie soluzioni alternative, che poterono avvalersi della lunga esperienza maturata presso il Jet Propulsion Laboratory nello sviluppo di veicoli per la Luna e per Marte. L'utilizzo di quattro o più gambe fu escluso per tre motivi: un loro basso numero avrebbe limitato i movimenti e conseguentemente la libertà di azione del rover, tuttavia, aumentarne il numero avrebbe determinato un notevole incremento nella complessità; il procedere in questa configurazione avrebbe richiesto inoltre la conoscenza dello spazio antistante (il terreno in corrispondenza del passo successivo) e ciò avrebbe comportato ulteriori difficoltà. La scelta di un veicolo su ruote invece risolse la gran parte dei problemi di stabilità, comportò una riduzione del peso e migliorò l'efficienza ed il controllo rispetto alla soluzione precedente. La configurazione più semplice consiste in un sistema di quattro ruote, che tuttavia incontra delle difficoltà nel superare gli ostacoli. Migliori sono le soluzioni a sei o ad otto ruote, con quelle posteriori in grado di spingere e permettere così il superamento dell'ostacolo. Fra le due, infine è stata preferita quella a sei ruote perché più leggera e più semplice.

## Strumentazione

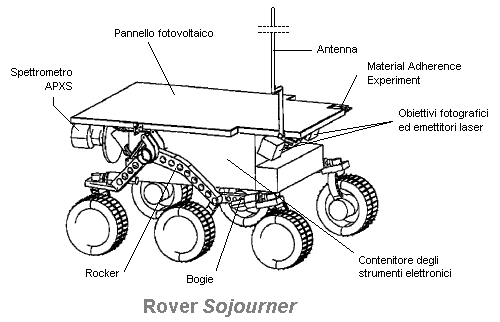
Rappresentazione schematica.

Il computer incorporato a bordo del Sojourner era dotato di un'unità centrale (CPU) basata sul microprocessore Intel 8085 di 100 kHz di frequenza, con una memoria RAM di 512 KB e con un supporto di memoria flash a stato solido di 176 kB.
Il rover era dotato di tre sistemi di raccolta immagini, composti da tre obiettivi (due frontali stereo in B/N e uno posteriore a colori) e di uno spettrometro (Alpha Proton X-Ray Spectrometer - APXS), cui spettano le principali analisi scientifiche. Era inoltre fornito di emettitori laser che, abbinati agli obiettivi frontali, costituivano un sistema di rilevamento degli ostacoli (Laser striper hazard detection system). Il sistema di controllo per la guida era completato da tre accelerometri per determinare la pendenza della superficie e da dei potenziometri, associati ad ogni ruota per controllarne l'angolo di sterzata.
Infine, erano presenti a bordo due esperimenti: l'esperimento di abrasione delle ruote (Wheel Abrasion Experiment - WAE) e l'esperimento di aderenza del materiale (Material Adherence Experiment - MAE).

### Alpha Proton X-Ray Spectrometer

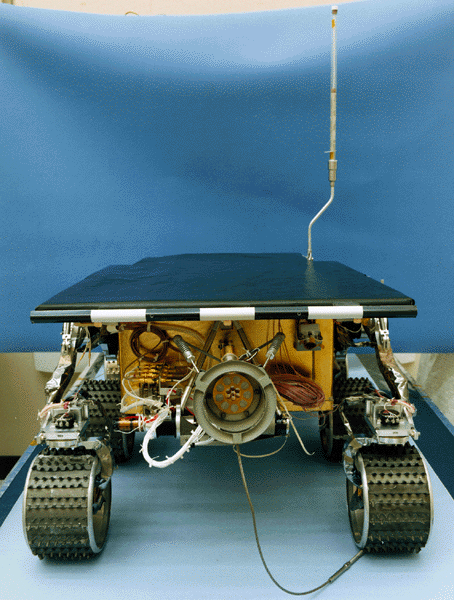
Sul retro del Sojourner è facilmente identificabile l'APXS.

L'Alpha Proton X-Ray Spectrometer era uno spettrometro in grado di determinare la composizione chimica delle rocce e della polvere del suolo marziano analizzando la radiazione di ritorno nelle sue componenti alfa, protonica ed X, derivante dall'esposizione del campione ad una fonte radioattiva contenuta nello strumento. Lo strumento disponeva di 244Cm (curio 244), che emette particelle alfa con un'energia di 5,902 MeV. Quando la radiazione incidente impattava sulla superficie del campione analizzato, in parte era riflessa ed in parte interagiva con la materia. L'interazione delle particelle alfa con i nuclei atomici conduceva alla produzione di protoni, mentre quella con gli elettroni degli orbitali più interni determinava l'emissione di raggi X. Lo strumento era progettato per rilevare l'energia delle tre componenti della radiazione di ritorno. Ciò avrebbe permesso di identificare gli atomi presenti (e le loro quantità) in alcune decine di micrometri al di sotto della superficie del campione analizzato. Il processo di rilevazione è piuttosto lento ed ogni misurazione può richiedere anche una decina di ore.
Lo strumento era stato progettato per la missione russa Mars 96, fallita al lancio. I rilevatori delle particelle alfa e dei protoni erano forniti dal Dipartimento di chimica del Max Planck Institute, mentre l'Università di Chicago aveva sviluppato il rilevatore di raggi X.
Durante ogni misura la superficie frontale dello strumento doveva essere posta in contatto con il campione. Affinché ciò fosse possibile, l'APXS era montato su un braccio robotico, il cosiddetto Alpha-Proton-X-ray Spectrometer Deployment Mechanism (Meccanismo di posizionamento dell'APXS), indicato con l'acronimo ADM. L'ADM era un attuatore antropomorfo, dotato di un polso capace di rotazioni di ± 25°.
La duplice mobilità, del rover e dell'ADM, accrebbe le potenzialità dello strumento - il primo di questo tipo a raggiungere Marte.

### Wheel Abrasion Experiment

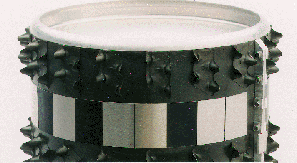
La ruota interessata dal Wheel Abrasion Experiment.

Il Wheel Abrasion Experiment (WAE) era stato ideato per misurare l'azione abrasiva del suolo marziano su sottili strati di alluminio, nichel e platino e dedurre in tal modo informazioni sulla granulometria del suolo in corrispondenza del sito di atterraggio. A tale scopo, su una delle due ruote centrali erano stati montati 15 strati, cinque di ciascun metallo, di spessore compreso tra 200 e 1000 ångström, ed elettricamente isolati dal resto del rover. Direzionando opportunamente la ruota, la luce solare incidente era riflessa verso un sensore ottico (fotovoltaico), posizionato in prossimità della stessa. L'analisi del segnale raccolto avrebbe dovuto consentire di determinare l'informazione desiderata. Affinché l'azione abrasiva fosse significativa nei tempi previsti per la missione, era stato programmato che il rover si fermasse ad intervalli frequenti e, con le altre cinque ruote frenate, imponesse una rotazione alla ruota del WAE per aumentarne l'usura. Successivamente alla conduzione dell'esperimento su Marte, si sarebbe cercato di riprodurre gli effetti osservati in laboratorio.
L'interpretazione del risultati proposta da Ferguson et al. suggerisce che il suolo del sito di atterraggio fosse costituito da polvere a grana fine e di limitata durezza, con una dimensione dei grani inferiore ai 40 µm.
Lo strumento era stato sviluppato, costruito e diretto dal Lewis' Photovoltaics and Space Environments Branch del Glenn Research Center.

### Material Adherence Experiment
Il Material Adherence Experiment (MAE) era stato ideato dagli ingegneri del Glenn Research Center per misurare l'accumulo giornaliero di polvere sul dorso del rover e la conseguente riduzione della capacità di conversione energetica dei pannelli fotovoltaici. Si componeva di due sensori.
Il primo era composto da una cella fotovoltaica, coperta da un vetro trasparente che poteva essere rimosso a comando. In prossimità del mezzogiorno locale venivano eseguite varie misurazioni della resa energetica della cella, sia con il vetro in posizione, sia ruotato. Dal confronto era possibile dedurre di quanto la copertura della polvere avesse diminuito il rendimento della cella. Quest'ultimo era inoltre confrontato con quello di una seconda cella fotovoltaica, esposta all'ambiente marziano.
Il secondo sensore sfruttava un Quartz crystal microbalance (QCM) per misurare il peso per unità di superficie della polvere depositatasi sul sensore stesso.
Nel corso della missione fu registrato un tasso giornaliero pari allo 0,28% di riduzione percentuale del rendimento energetico delle celle fotovoltaiche, indipendente dal comportamento del rover - fermo o in movimento. Ciò suggerisce che la polvere che si depositava era in sospensione dall'atmosfera e non era stata, invece, sollevata dagli spostamenti del rover.

## Sistema di controllo

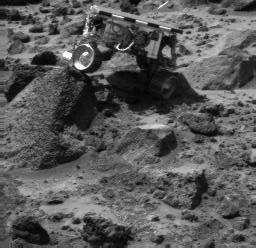
Sojourner supera un dislivello. Immagine ripresa dal lander.

Poiché era stato stabilito che le trasmissioni relative alla guida del Sojourner avvenissero una volta ogni sol, fu necessario dotare il rover di un sistema di controllo computerizzato che ne guidasse gli spostamenti in autonomia.
Era stata programmata una serie di comandi, prevedendo un'opportuna strategia per il superamento di eventuali ostacoli. Uno dei comandi primari era il "Go to Waypoint" (raggiungi il punto di arrivo). Era stato previsto un sistema di riferimento locale (del quale il lander costituiva l'origine), le cui direzioni coordinate furono fissate al momento dell'atterraggio prendendo la direzione del Nord come riferimento. Durante la sessione di comunicazione, il rover riceveva dalla Terra una stringa di comando contenente l'indicazione delle coordinate del punto di arrivo, che autonomamente avrebbe dovuto raggiungere.
L'algoritmo implementato sul computer di bordo tentava, come prima opzione, il raggiungimento dell'ostacolo in linea retta dalla posizione di partenza. Un sistema di obiettivi fotografici ed emettitori laser permetteva l'individuazione di ostacoli frapposti lungo tale percorso. Il computer di bordo era programmato per ricercare il segnale prodotto dai laser nelle immagini riprese attraverso le telecamere: in caso di superficie pianeggiante ed assenza di ostacoli, la posizione di tale segnale era invariata rispetto a quella di riferimento memorizzata nel computer; l'eventuale scostamento da tale posizione permetteva altresì l'individuazione del tipo di ostacolo frapposto. La scansione fotografica veniva eseguita dopo ogni avanzamento pari al diametro delle ruote (13 cm) e prima di ogni svolta.

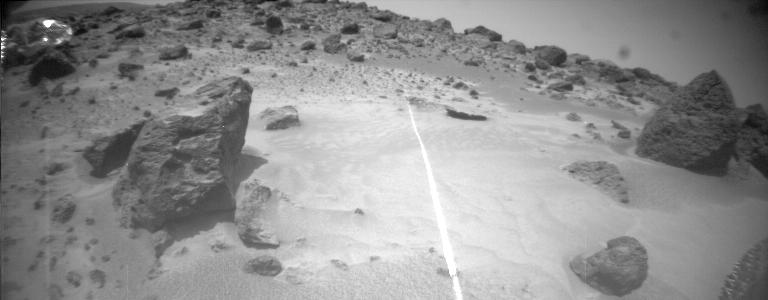
Una delle immagini per la rilevazione di ostacoli ripresa dal Sojourner. È chiaramente visibile la traccia del laser.

In caso di presenza accertata dell'ostacolo (era prevista la possibilità che si verificassero tre falsi positivi su venti rilevazioni effettuate prima di procedere), il computer comandava l'esecuzione di una prima strategia per evitarlo. Il rover, fermo su sé stesso, ruotava fino a non avere più in vista l'ostacolo. Quindi, dopo essere avanzato per una metà della propria lunghezza, ricalcolava un nuovo percorso rettilineo che lo conducesse al punto di arrivo. Al termine della procedura, il computer non recava memoria dell'esistenza dell'ostacolo. Come già accennato, l'angolo di sterzata delle ruote era comandato attraverso dei potenziometri.
In un terreno particolarmente accidentato, la procedura appena descritta sarebbe stata impedita dalla presenza di un elevato numero di ostacoli. Ne era prevista quindi una seconda, indicata come "thread the needle" (letteralmente, "infilare l'ago"), consistente nel procedere tra due ostacoli percorrendo la bisettrice tra di essi, purché sufficientemente distanziati da permettere il passaggio del rover. Se, prima di raggiungere una distanza prestabilita, il rover avesse incontrato uno slargo, avrebbe dovuto riprendere la procedura primaria: ruotare su sé stesso fino a calcolare una nuova traiettoria rettilinea per raggiungere l'obiettivo; viceversa, sarebbe dovuto tornare indietro e tentare una traiettoria differente. Come ultima risorsa, c'erano sensori di contatto distribuiti sulle superfici anteriore e posteriore del rover.
Per facilitare il direzionamento del rover, dalla Terra poteva essere comandata anche un'opportuna rotazione sul posto. Il comando in tal caso era "Turn" (ruota) e veniva eseguito grazie ad un giroscopio.
Tre accelerometri che misuravano le componenti dell'accelerazione di gravità lungo tre direzioni perpendicolari, permettevano inoltre di misurare la pendenza della superficie. Il rover era programmato per deviare da percorsi che avrebbero richiesto una pendenza superiore a 30°, per quanto fosse stato progettato per non ribaltarsi anche se inclinato di 45°.
La lunghezza del tragitto percorso era infine determinata dal numero di rivoluzioni delle ruote.
Durante la fase di operazioni su Marte, le sequenze dei comandi più complessi da inviare al Sojourner erano precedentemente verificate su un rover gemello, il Marie Curie, nei laboratori del JPL.

## Denominazione

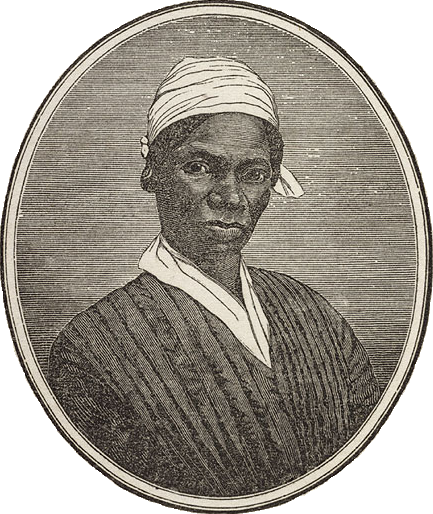
Sojourner Truth.

Il nome Sojourner fu scelto attraverso una competizione indetta nel marzo 1994 dalla Planetary Society in collaborazione con il Jet Propulsion Laboratory (JPL), durata un anno ed estesa agli studenti di età inferiore ai 18 anni di qualunque Paese, che furono invitati ad indicare un'eroina cui dedicare il rover ed a produrre un elaborato nel quale avrebbero dovuto evidenziarne i meriti e come questi avrebbero potuto adattarsi all'ambiente marziano. L'iniziativa fu pubblicizzata negli Stati Uniti, inoltre, attraverso la rivista Science and Children della National Science Teachers Association, sulla quale comparve nel numero del gennaio 1995.
Pervennero 3500 elaborati da Canada, India, Israele, Giappone, Messico, Polonia, Russia e Stati Uniti, dei quali 1700 da studenti di età compresa tra 5 e 18 anni. La selezione dei vincitori venne fatta sulla base di vari fattori: la qualità e creatività dell'elaborato, tenendo in considerazione l'età di ciascun concorrente; l'adeguatezza del nome ad un rover marziano; le conoscenze possedute dal concorrente dell'eroina e della missione della sonda.
L'elaborato vincente fu redatto da Valerie Ambroise, dodicenne, di Bridgeport in Connecticut che suggerì di dedicare il rover a Sojourner Truth, abolizionista afro-americana e sostenitrice dei diritti delle donne, che scelse come propria missione di "attraversare in lungo e in largo il Paese" chiedendo che a ciascuno fosse riconosciuto il diritto ad essere libero ed alle donne fosse garantita la parità.
Il secondo classificato fu Deepti Rohatgi, diciottenne, di Rockville nel Maryland che suggerì di adottare il nome di Marie Curie, che fu pertanto assegnato al modello - identico al Sojourner - utilizzato nelle prove in laboratorio. Infine, terzo classificato fu Adam Sheedy, sedicenne, di Round Rock nel Texas, che suggerì il nome dell'astronauta Judith Resnik, perita nel disastro del Challenger del 1986.

## Operazioni

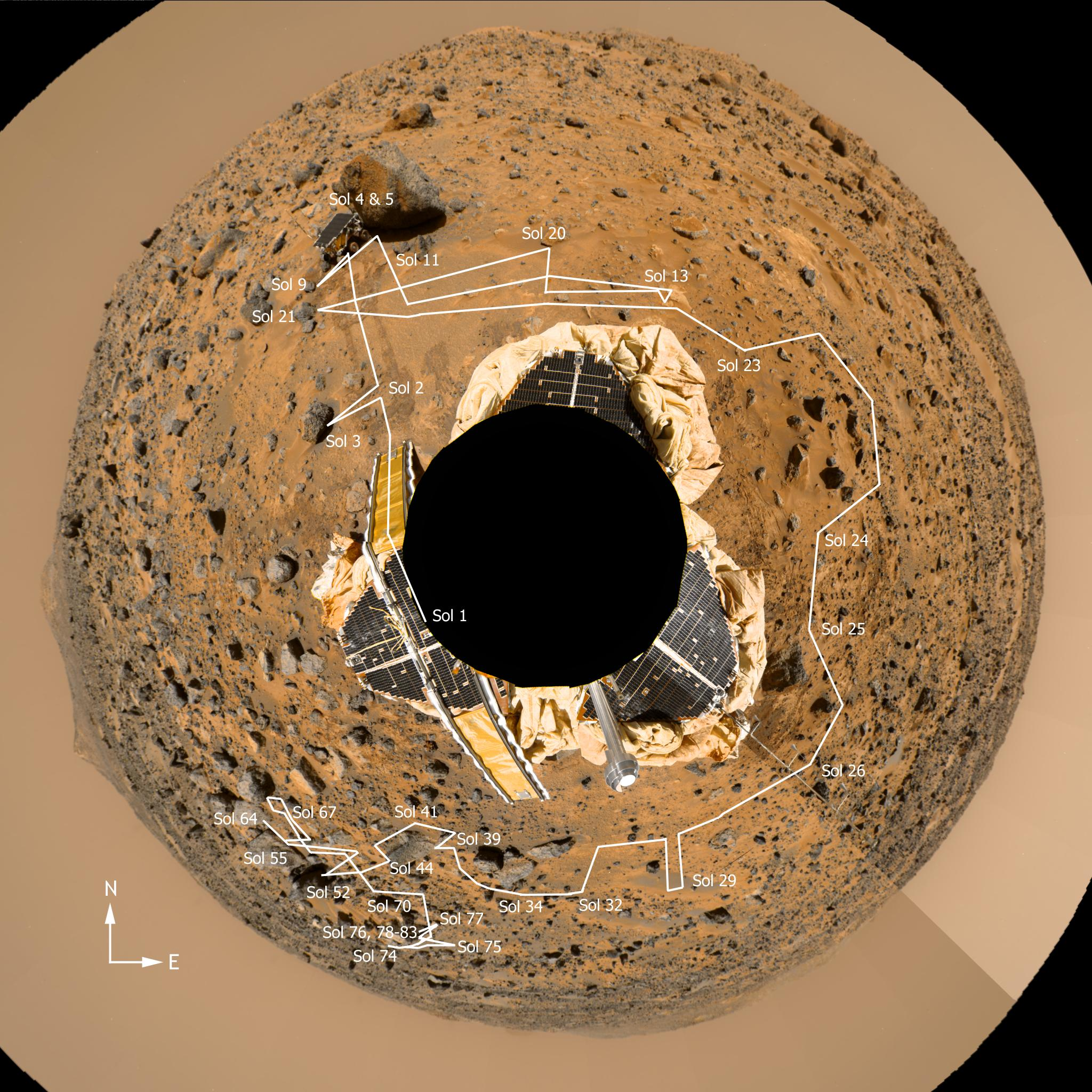
Percorso del rover proiettato su un'immagine ripresa dal lander.

Il Sojourner raggiunse Marte il 4 luglio 1997, dopo 7 mesi di crociera a bordo della sonda Mars Pathfinder. Operò nella Ares Vallis, in una regione chiamata Chryse Planitia, dal 5 luglio al 27 settembre 1997, quando il lander interruppe le comunicazioni con la Terra. Negli 83 sol di attività (pari a dodici volte la durata prevista per il rover), il Sojourner percorse complessivamente 104 m, rimanendo sempre entro 12 m dal lander; raccolse 550 immagini; eseguì 16 analisi attraverso l'APXS, 9 di rocce e le restanti del terreno, compì undici Wheel Abrasion Experiment e quattordici esperimenti sulla meccanica del suolo in cooperazione con il lander.

### Analisi delle rocce
Alle rocce del sito di atterraggio furono assegnati dei nomi di personaggi dei cartoni animati. La prima analisi venne effettuata durante il terzo sol su quella denominata "Barnacle Bill". La composizione venne determinata attraverso lo spettrometro APXS, che impiegò 10 ore per una completa scansione. Il decimo sol fu analizzata attraverso lo spettrometro la roccia "Yogi". È stato suggerito che la conformazione del terreno a ridosso della roccia, anche visivamente ad un livello inferiore rispetto alla superficie circostante, fosse derivata dall'evaporazione di acqua trasportata lì da una inondazione.
Entrambe le rocce si rivelarono essere delle andesiti. Ciò generò una certa sorpresa tra gli studiosi, perché sono rocce che si formano con processi geologici che richiedono un'interazione tra materiali della crosta e del mantello. Tuttavia, mancando informazioni sugli altopiani circostanti, non fu possibile cogliere tutte le implicazioni della scoperta.

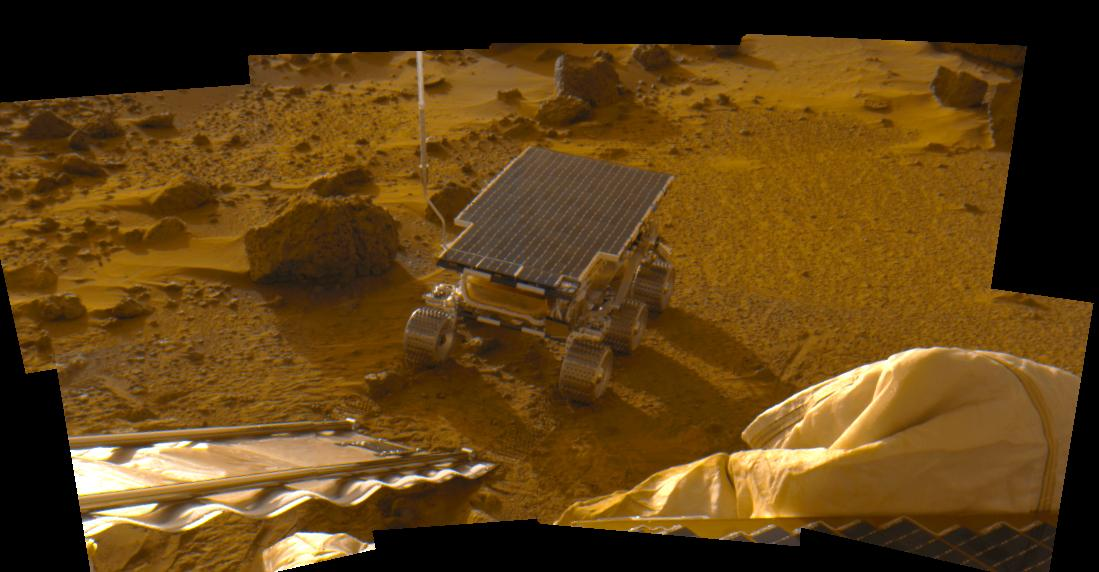
Il Sojourner sul suolo marziano nel secondo sol.

Il rover fu quindi diretto verso il successivo obiettivo ed il quattordicesimo sol analizzò la roccia indicata come "Scooby-Doo", raccogliendo inoltre immagini di "Casper". Entrambi sono state ritenute depositi consolidati.
Un'altra roccia, chiamata "Moe", presentava segni riconducibili all'erosione dal vento. La maggior parte delle rocce analizzate mostrava un alto contenuto di silicio. In una regione soprannominata Rock Garden il rover incontrò delle dune a forma di luna crescente, simili alle dune sulla terra.
Il sito di atterraggio si rivelò ricco di rocce e sassi molto variegati tra loro. Alcune di esse di chiara origine vulcanica, come "Yogi"; altre, invece, erano dei conglomerati, per la cui origine sono state proposte varie alternative. Una prima ipotesi prevede la loro formazione in presenza di acqua, in un remoto passato del pianeta. A sostegno di ciò, ci sarebbero la rilevazione di alti contenuti di silicio, spiegabili anch'essi come conseguenza di processi di sedimentazione e la scoperta di rocce dall'aspetto arrotondato, di varie dimensioni, oltre al fatto che la valle presenta delle forme compatibili con un ambiente di canalizzazione fluviale. D'altra parte, i sassi arrotondati più piccoli potrebbero essere stati generati anche durante un impatto sulla superficie.

## IlSojournernella cultura di massa

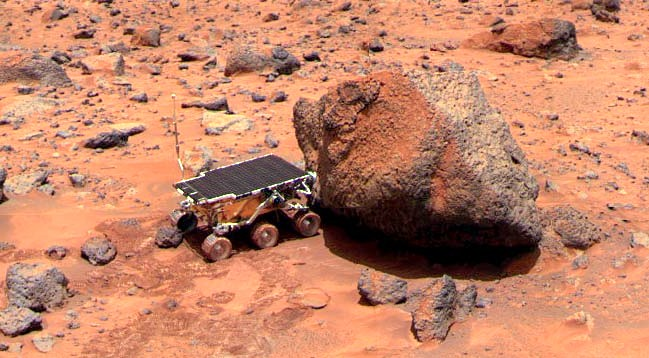
Il Sojourner effettua misurazioni con lo spettrometro sulla roccia "Yogi". (NASA)

Il Sojourner fu l'elemento principalmente responsabile del successo maturato dalla missione Mars Pathfinder nell'opinione pubblica, di cui il rover catturò subito l'attenzione. Un'accorta campagna mediatica della NASA, tra cui la quotidiana pubblicazione delle immagini e notiziari su Internet, infatti, evidenziò ogni momento degli 83 sol di attività del rover e fu ampiamente ripresa dai mezzi di comunicazione generalisti. Time Magazine, che gli dedicò la copertina del 14 luglio 1997, indicò la missione come il più importante sviluppo scientifico dell'anno.
Assunto a rappresentante dell'ingegnosità del Jet Propulsion Laboratory, ne furono sviluppate anche delle versioni giocattolo che ebbero un notevole successo di vendita.
Il filmato del rover Sojourner che si avvicina alla roccia "Yogi" venne utilizzato nella sigla iniziale della serie televisiva "Star Trek: Enterprise" rendendola il primo programma televisivo di fantascienza contenente immagini riprese su un altro pianeta.
È stato incluso nella Robot Hall of Fame dalla Università Carnegie Mellon.
Il Sojourner compare inoltre nella serie televisiva Big Bang Theory, dove viene pilotato da Howard Wollowitz, che lo fa finire in un cratere, e nella scena finale del film italiano Fascisti su Marte.

## The Rover Team
Lo sviluppo del rover e dei suoi strumenti così come la sua guida durante le operazioni su Marte furono affidati ad un gruppo di ingegneri della NASA indicati collettivamente come "The Rover Team". Essi erano: J. R. Matijevic, J. Crisp, D. B. Bickler, R. S. Banes, B. K. Cooper, H. J. Eisen, J. Gensler, A. Haldemann, F. Hartman, K. A. Jewett, L. H. Matthies, S. L. Laubach, A. H. Mishkin, J. C. Morrison, T. T. Nguyen, F. A. Comoglio, A. R. Sirota, H. W. Stone, S. Stride, L. F. Sword, J. A. Tarsala, A. D. Thompson, M. T. Wallace, R. Welch, E. Wellman e B. H. Wilcox del Jet Propulsion Laboratory, divisione del California Institute of Technology; e D. Ferguson, P. Jenkins, J. Kolecki, G. A. Landis, D. Wilt del NASA Lewis Research Center.